# Famille Földváry
La famille Földváry de Tancs (en hongrois : tancsi Földváry család) était une famille aristocratique hongroise.